# Турань (Светі Филип-і-Яков)
Турань (хорв. Turanj) — населений пункт у Хорватії, в Задарській жупанії у складі громади Светі Филип-і-Яков.

## Населення
Населення за даними перепису 2011 року становило 1207 осіб.
Динаміка чисельності населення поселення:

## Клімат
Середня річна температура становить 14,94 °C, середня максимальна – 27,29 °C, а середня мінімальна – 3,29 °C. Середня річна кількість опадів – 816 мм.
| Клімат поселення                              | Клімат поселення | Клімат поселення | Клімат поселення | Клімат поселення | Клімат поселення | Клімат поселення | Клімат поселення | Клімат поселення | Клімат поселення | Клімат поселення | Клімат поселення | Клімат поселення | Клімат поселення |
| Показник                                      | Січ.             | Лют.             | Бер.             | Квіт.            | Трав.            | Черв.            | Лип.             | Серп.            | Вер.             | Жовт.            | Лист.            | Груд.            |                  |
| Середній максимум, °C                         | 11,49            | 11,56            | 13,35            | 16,63            | 21,40            | 25,22            | 27,29            | 27,00            | 22,69            | 19,27            | 14,59            | 11,68            |                  |
| Середня температура, °C                       | 7,39             | 7,47             | 9,26             | 12,54            | 17,30            | 21,12            | 24,22            | 23,94            | 19,61            | 16,23            | 11,54            | 8,61             |                  |
| Середній мінімум, °C                          | 3,29             | 3,39             | 5,17             | 8,46             | 13,22            | 17,03            | 21,15            | 20,86            | 16,55            | 13,16            | 8,47             | 5,57             |                  |
| Норма опадів, мм                              | 70               | 60               | 64               | 68               | 59               | 52               | 29               | 46               | 89               | 96               | 97               | 86               |                  |
| Середньомісячна швидкість вітру, м/с          | 2.99             | 3.11             | 3.23             | 3.11             | 2.70             | 2.50             | 2.50             | 2.40             | 2.61             | 2.76             | 3.34             | 3.24             |                  |
| Середньомісячна сонячна радіація, кДж/м²·день | 5100             | 7852             | 11582            | 16438            | 20743            | 23060            | 24605            | 21455            | 15806            | 10129            | 5578             | 4370             |                  |
| --------------------------------------------- | ---------------- | ---------------- | ---------------- | ---------------- | ---------------- | ---------------- | ---------------- | ---------------- | ---------------- | ---------------- | ---------------- | ---------------- | ---------------- |
| Джерело:                                      |                  |                  |                  |                  |                  |                  |                  |                  |                  |                  |                  |                  |                  |